# Armin Kogler
Armin Kogler (Schwaz, 4 settembre 1959) è un ex saltatore con gli sci austriaco, vincitore di due edizioni della Coppa del Mondo e varie medaglie iridate.
È zio di Martin Koch, a sua volta saltatore con gli sci di alto livello.

## Biografia
Debuttò in campo internazionale in occasione della tappa del Torneo dei quattro trampolini di Oberstdorf del 30 dicembre 1977 (28°). In Coppa del Mondo esordì nella gara inaugurale del 27 dicembre 1979 a Cortina d'Ampezzo (8°), ottenne il primo podio il 12 gennaio 1980 a Sapporo (3°) e la prima vittoria il 19 gennaio successivo a Thunder Bay. Si aggiudicò la coppa di cristallo due volte, nel 1981 e Coppa del Mondo di salto con gli sci 1982.
In carriera prese parte a due edizioni dei Giochi olimpici invernali, Lake Placid 1980 (12° nel trampolino normale, 5° nel trampolino lungo) e Sarajevo 1984 (52° nel trampolino normale, 6° nel trampolino lungo), a due dei Campionati mondiali, vincendo quattro medaglie, e a tre dei Mondiali di volo, vincendo due medaglie.

## Palmarès

### Mondiali
- 4 medaglie:
  - 1 oro (trampolino normale[2] a Oslo 1982)
  - 2 argenti (gara a squadre a Oslo 1982; gara a squadre a Seefeld in Tirol 1985)
  - 1 bronzo (trampolino lungo[2] a Oslo 1982)

### Mondiali di volo
- 2 medaglie:
  - 1 oro (individuale a Planica 1979)
  - 1 argento (individuale a Oberstdorf 1981)

### Coppa del Mondo
- Vincitore della Coppa del Mondo nel 1981 e nel 1982
- 35 podi (tutti individuali), oltre a quelli conquistati in sede iridata e validi anche ai fini della Coppa del Mondo:
  - 12 vittorie
  - 12 secondi posti
  - 11 terzi posti

#### Coppa del Mondo - vittorie
| Data             | Località               | Nazione        | Trampolino                |
| ---------------- | ---------------------- | -------------- | ------------------------- |
| 19 gennaio 1980  | Thunder Bay            | Canada         | Big Thunder K89           |
| 20 gennaio 1980  | Thunder Bay            | Canada         | Big Thunder K120          |
| 8 marzo 1980     | Lahti                  | Finlandia      | Salpausselkä K88          |
| 16 marzo 1980    | Oslo                   | Norvegia       | Holmenkollen K105         |
| 25 marzo 1980    | Štrbské Pleso          | Cecoslovacchia | MS 1970 K110              |
| 6 gennaio 1981   | Bischofshofen          | Austria        | Paul Ausserleitner K106   |
| 14 febbraio 1981 | Sapporo                | Giappone       | Ōkurayama K110            |
| 10 marzo 1981    | Falun                  | Svezia         | Lugnet K89                |
| 17 gennaio 1982  | Sapporo                | Giappone       | Ōkurayama K110            |
| 27 gennaio 1982  | Sankt Moritz           | Svizzera       | Olympiaschanze K96        |
| 1º gennaio 1983  | Garmisch-Partenkirchen | Germania Ovest | Große Olympiaschanze K107 |
| 11 marzo 1983    | Bærum                  | Norvegia       | Skui K110                 |

#### Torneo dei quattro trampolini
- 6 podi di tappa[2]:
  - 2 vittorie
  - 4 terzi posti

### Campionati austriaci
- 8 medaglie[4]:
  - 1 oro (90 m nel 1981)
  - 3 argenti (90 m nel 1980; 70 m nel 1981; 90 m nel 1982)
  - 4 bronzi (70 m nel 1982; 70 m, LH nel 1983; 70 m nel 1985)

## Riconoscimenti
- Medaglia Holmenkollen nel 1984